# Gebäude des Bundesgymnasiums Wien 18 Klostergasse

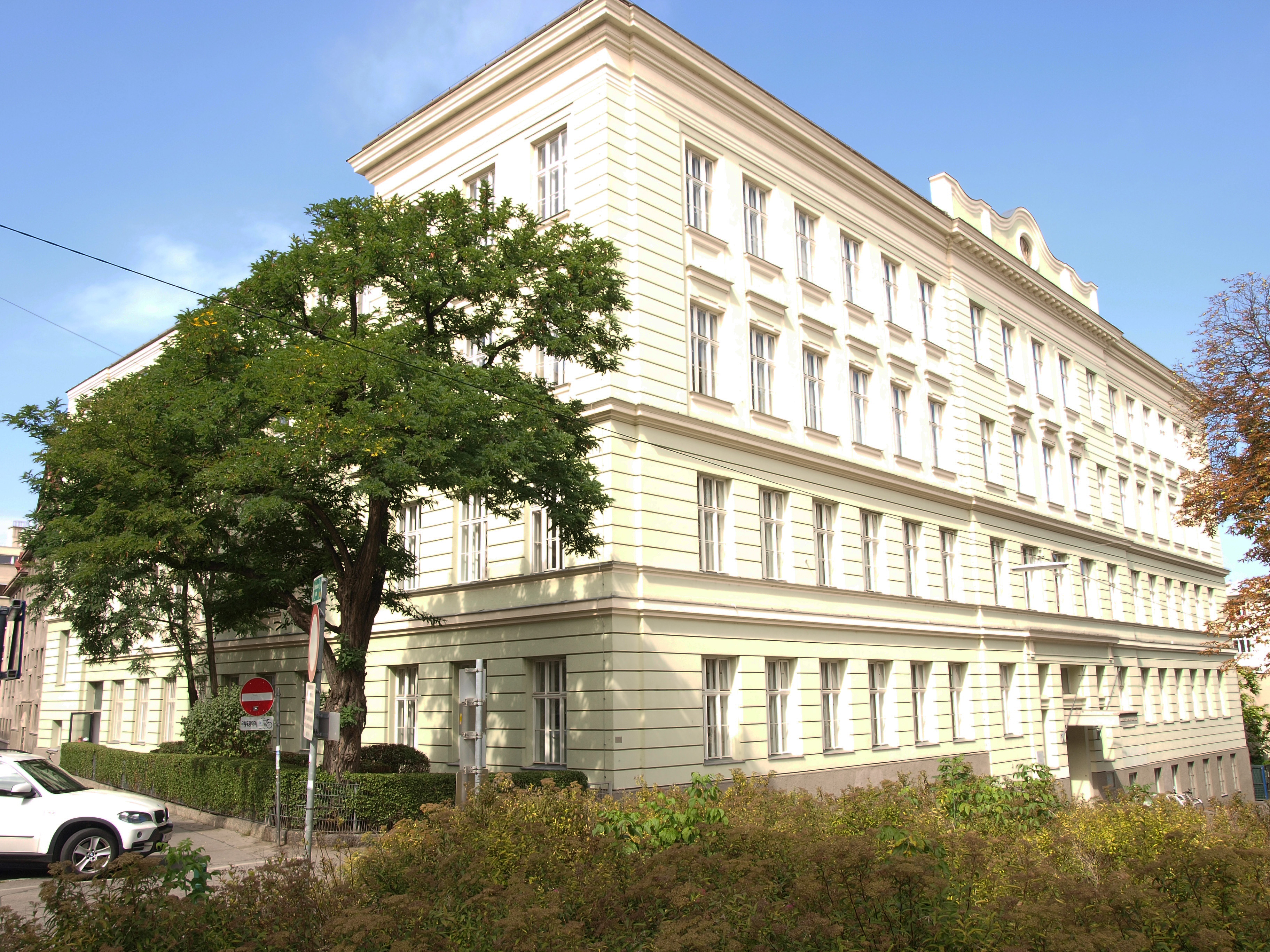
Das Schulgebäude

Das Gebäude des Bundesgymnasiums 18 Klostergasse steht in der Klostergasse Nr. 21–25 im Bezirk Währing in der Stadtgemeinde Wien. Das Schulgebäude steht unter Denkmalschutz.

## Geschichte
Die Schule wurde 1906 vom Hochbau-Departement der k. k. nö. Statthalterei erbaut.
Mit Ende der Wintersaison 2018/19 wurde das Währinger Bad in der Klostergasse 27 geschlossen und sollte anschließend abgerissen werden, um auf dem Grundstück einen Turnsaal für das Gymnasium zu errichten. Stattdessen wird der Turnsaal auf dem Dach des danebenliegenden Umspannwerkes errichtet; das Gebäude des ehemaligen Währinger Bades wird für Büroräume der Schule, sowie als Durchgang zum Turnsaal genutzt werden.

## Architektur
Der schlichte fünfgeschoßige blockartige Schulbau zeigt sich an der Fassade mit Nutung und Mansardattika. Das neoklassizistische Foyer hat eine doppelläufige Treppe. Das großzügige Treppenhaus hat ein bemerkenswertes Treppengeländer.
Es gibt ein Kriegerdenkmal mit einem Marmorrelief Gefallene Krieger vom Bildhauer Heinrich Karl Scholz (1930).